# Araneus poumotuus
Araneus poumotuus là một loài nhện trong họ Araneidae.
Loài này thuộc chi Araneus. Araneus poumotuus được Embrik Strand miêu tả năm 1913.